# Hot Wheels: World's Best Driver
Hot Wheels: World's Best Driver è un videogioco di corse automobilistiche del 2013 pubblicato da Warner Bros. Interactive Entertainment e sviluppato da Firebrand Games per Microsoft Windows, Nintendo 3DS, PlayStation 3, Wii U, Xbox 360 e iOS ed è basato sulla linea dei giocattoli di Hot Wheels prodotta da Mattel. È stato pubblicato il 17 settembre 2013.

## Accoglienza

### Critica
Secondo Metacritic, le versioni per Nintendo 3DS, PlayStation 3, Wii U, Microsoft Windows, Xbox 360 e iOS hanno ricevuto recensioni negative.